# Ісраель Палді
Ісраель Палді (Фельдман) (14 травня 1892, Бердянськ — 21 серпня 1979, Ізраїль) — ізраїльський живописець, педагог. 

## Біографія
Ісраель Фельдман (пізніше Палді) народився 14 квітня 1892 року в Бердянську, Україна, у сім’ї Хаїма Фельдмана та Леї Канторович. 1900 року сім’я імігрувала в Швейцарію, де пройшло дитинство майбутнього митця. 1909 року він іммігрував до Палестини і почав вивчати мистецтво в академії «Бецалель» у Єрусалимі. 1911—1914 років навчався у Мюнхенській академії. Згодом повернувся до Палестіни, де викладав малювання у гімназії «Герцлія» (Тель-Авів). 
Протягом 1920—1930-х років художник неодноразово виставлявся у Музеї Тель-Авіва та Музеї Ізраїля (Єрусалим), мав виставки у Палестині, у салонах Венеції та Сан-Паулу. 1926 року отримав нагороду в Парижі за свою роботу над дизайн-сценою «Намет рибалки». 1928 року став секретарем Союзу художніків Палестіни. Тричі вигравав у Тель-Авіві премію Дизенгофа за живопис і скульптуру: 1943, 1953 та 1959 років. 
Помер 21 серпня 1979 року в Тель-Авіві-Яфо, Ізраїль. 